# Opius kuruandensis
Opius kuruandensis är en stekelart som beskrevs av Fischer 1995. Opius kuruandensis ingår i släktet Opius och familjen bracksteklar. Inga underarter finns listade i Catalogue of Life.